# Svetilnik Capo Testa
Svetilnik Capo Testa (italijansko Faro di Capo Testa) je aktivni svetilnik na rtu, ki je najsevernejša točka Sardinije in predstavlja zahodni vhod v Bonifacijski preliv. Rt Testa je s kopnim povezan z ožino in je v občini Santa Teresa di Gallura ob Sardinskem morju.

## Opis
Svetilnik je bil zgrajen leta 1845 in je sestavljen iz zidanega štirikotnega stolpa, visokega 23 metrov, z dvojnim balkonom in lanterno, ki se dviga iz dvonadstropne oskrbnikove hiše. Stolp in stavba sta pobarvana belo, svetilka, ki pritrjuje optiko tipa OR T3 z goriščno razdaljo 125 mm, pa v sivo kovinsko barvo. Luč je postavljena na 81 metrov nad morsko gladino in oddaja tri bele utripe v 12-sekundnem obdobju, vidne do razdalje 22 navtičnih milj (41 km). Svetilnik je popolnoma avtomatiziran in ga upravlja Marina Militare z identifikacijsko številko 1014 E.F.